# Шахматна нотация
Шахмàтна нотàция се нарича комбинация от букви, числа и други символи, чрез които се обозначават шахматните полета, позициите на фигурите, ходовете в шахмата и техните коментари. Използва се за запис в състезания и шахматната литература (в книги, списания, интернет и др.) Съществуват различни нотации, като най-разпространена в света е т. нар. алгебрична шахматна нотация.
Освен за записване на ходовете, съществуват и нотации за определени позиции (Нотация на Форсайт–Едуардс). Те са подходящи за запазване на състоянието на партии или за изразяването на шахматни задачи.
По-малко използвани шахматни нотации са: цифрова, координатна и описателна нотации, нотация за преносима игра, нотация на Смит, код ГБР, битова таблица, код на Удеман, стенограма и други.

## Алгебрична шахматна нотация
Алгебричната шахматна нотация (АН) е най-често използваната и е единствената официално призната от ФИДЕ, затова обикновено е наричана само шахматна нотация. Ако не е уточнено друго, под това понятие се разбира алгебрична шахматна нотация.

### Наименование на шахматните полета
Квадратчетата на шахматната дъска се наричат полета. Хоризонталните редове от полета се наричат хоризонтали, а вертикалните редове от полета – вертикали. Хоризонталите са наименувани с номера от 1 до 8 (виж диаграмата), като белите фигури се разполагат в началото на играта по хоризонтали 1 и 2, а черните – по 7 и 8. Вертикалите се обозначават с малки латински букви от a до h. Всяко поле на дъската се обозначава с буквата на вертикала и цифрата на хоризонтала, на които се намира. На диаграмата – полето g5 се намира там където се пресичат вертикала g и хоризонтала 5.

### Обозначаване на шахматните фигури
При документиране ходовете в една партия шахматните фигури се обозначават както следва: 
цар – Ц, дама – Д, топ – Т, офицер – О и кон – К. За ходовете на пешките не се употребява буква.
В разпространената шахматна литература и официални състезания се използва също обозначение на руски, английски и немски език. Съответствията са дадени в сравнителната таблица.
| Име на фигурите | Име на фигурите | Име на фигурите | Име на фигурите | Обозначение с букви | Обозначение с букви | Обозначение с букви | Обозначение с букви | Обозначение с изображение |
| Българско       | Руско           | Английско       | Немско          | Българско           | Руско               | Английско           | Немско              | Обозначение с изображение |
| --------------- | --------------- | --------------- | --------------- | ------------------- | ------------------- | ------------------- | ------------------- | ------------------------- |
| Цар             | Король          | King            | König           | Ц                   | Кр                  | K                   | K                   | ♔ ♚                       |
| Дама (царица)   | Ферзь           | Queen           | Dame            | Д                   | Ф                   | Q                   | D                   | ♕ ♛                       |
| Топ (тур)       | Ладья           | Rook            | Turm            | Т                   | Л                   | R                   | Т                   | ♖ ♜                       |
| Кон             | Конь            | Knight          | Springer        | К                   | К                   | N                   | S                   | ♘♞                        |
| Офицер          | Слон            | Bishop          | Läufer          | О                   | С                   | B                   | L                   | ♗♝                        |
| Пешка           | Пешка           | Pawn            | Bauer           | Не се записва       | Не се записва       | Не се записва       | Не се записва       | ♙♟                        |

Символите „пешка“ (п./p.) или „пешки“ (пп./pp.) се използват само за записи на позиции: 

„Бели: Цe4, пп.d4,е5. Черни: Цd6, п.d7“.
При компютърното писане има разнообразие на символи и стана възможно да се обозначават фигури чрез техните изображения. ФИДЕ препоръчва да се използват изображения за печатни издания. 

### Обозначаване на ходове
При обозначаването на шахматен ход се записва най-напред буквата на фигурата, която се премества (за пешка не се пише нищо) и след това – полето където фигурата е била преди хода, тире и полето, където фигурата се поставя след хода. 
При пълната алгебрична нотация се обозначават номера на хода заедно с точка, вида на фигурата с главна буква и полетата с буква и цифра преди и след преместване с тире между тях. Пешката не се обозначава. Например, 1.a2-a4 означава, че крайната лява бяла пешка се придвижва от поле а2, където се намира в началото на играта, на поле а4. Цифрата 1. е поредния номер на хода в партията. Под един номер се записва вляво ход на белите и вдясно – ход на черните: 1.e2-e4 e7-a5. За обозначаване само хода на черните се заменя хода на белите с многоточие. Например ходът 2. ... Kb8-c6 означава, че черният кон от поле b8 се придвижва на поле c6.
Модификация на пълната нотация е дългата алгебрична нотация, при която тирето се изпуска: 2. ... Kb8c6. Алгебричната сбита нотация е модификация на дългата: движение на пешка се обозначава с изпускане на буквата на новото ѝ поле – 1.d24; при взимане на фигура се обозначава нейния вид – 3.Оg5:Kf6.
При кратката шахматна нотация се записва само крайното поле, на което се премества фигурата. Например горният ход с пешката се записва като 1.a4, а ходът с коня – 2. ... Kc6. Ако подобна нотация не позволява едносмислено определяне на хода (например две еднакви фигури могат да отидат на някакво поле), се добавя една от координатите на началното поле на преместваната фигура: ако е възможно, буквата на вертикала, ако не – цифрата на хоризонтала. Например: ако и двата топа на а1 и f1 могат да отидат на полето е1, техните ходове се означават съответно Тae1 и Тfe1; или ако и двата коня на е3 и е5 могат да заемат квадрата с4, ходовете им се означават съответно K3c4 и K5c4.

### Специални символи
При вземане на фигура се използва същия запис, като тирето между обозначението на двете полета се заменя с двоеточие. Например 4.Kf3:d4 e5:d4 означава, че белия кон от поле f3 взема фигурата от поле d4, а черната пешка от поле e5 взема фигурата (в случая коня) от поле d4. При кратката нотация това ще се запише като 4.K:d4 e:d4. Понякога се използва нотацията cd4 или cd (ако с това се означава само един възможен ход и няма двусмислие). Най-вече в чуждоезиковата литература вместо двоеточие се среща и символът х, например 5.cxd4. 
Малка рокада се обозначава с 0-0, а голяма рокада – с 0-0-0.
Вземане ан-пасан (виж пешка): 7. ... c7-c5 8.d5:c6 (или 7. ... c5 8. d:c6)
Шах на царя се обозначава със знака +. Например 5.Oc4:f7+ (или 5.O:f7+).
Двоен шах на царя (от преместената фигура/пешка и по линията, която тя открива от друга фигура) се обозначава със знаците ++. Например 26.Tf6-g6++ ( 26.Tg6++) или 28.e6:d7++ (28.e:d7++).
Мат се обозначава със знака X, например 4.Дf3:f7X (или Д:f7X). Препоръчителна е голямата буква X за различаване от знака за взимане х в чуждоезиковата литература. Най-вече в чуждоезиковата литература вместо X се среща и символът #.
Когато пешка достигне последния хоризонтал: за бяла пешка това е осми хоризонтал, а за черна – първи, тя се превръща (произвежда) в друга фигура от същия цвят. Това се записва като:

43. f7-f8Д ... или кратко 43. f8Д ... – бяла пешка от поле f7 се премества на f8 и произвежда дама, или

37. ... c2-c1К  или кратко 37. ... c1К  – черна пешка от поле c2 се премества на c1 и произвежда кон.

## Обозначаване на коментари
Вижте също: Символи за шахматна нотация
Коментарите обикновено не се използват при записите на шахматни партии, но се използват в литературата: 
| Знак              | Обозначение                       |
| Оценка на позиция | Оценка на позиция                 |
| ----------------- | --------------------------------- |
| +−                | решаващо предимство за белите     |
| ±                 | белите са по-добре                |
| ⩲ ()              | белите са малко по-добре          |
| =                 | равна позиция; горе-долу е същото |
| ⩱ ()              | черните са малко по-добре         |
| ∓                 | черните са по-добре               |
| −+                | решаващо предимство за черните    |
| ∞                 | неясно                            |
| ⯹ ()              | компенсация за материал           |
| ↻                 | предимство в развитието           |
| O                 | предимство в пространство         |
| →                 | с атака                           |
| ↑                 | с инициатива                      |
| ⇄                 | с контраигра                      |
| ☉                 | цугцванг                          |
| ⊥                 | ендшпил                           |
| 1:0               | победа за белите                  |
| 0:1               | победа за черните                 |
| ½:½               | наравно (реми)                    |

| Знак                          | Обозначение               |
| Оценка на ход                 | Оценка на ход             |
| ----------------------------- | ------------------------- |
| X, #                          | мат                       |
| !                             | много добър ход           |
| !!                            | отличен ход               |
| ?                             | слаб ход                  |
| ??                            | груба грешка              |
| !?                            | ход, заслужаващ внимание  |
| ?!                            | съмнителен ход            |
| Δ                             | с идея                    |
| ∇                             | против плана на съперника |
| □                             | единствен ход             |
| ~                             | всеки произволен ход      |
| ~– ...                        | всеки ход без ...         |
| ⌓, ≥, ∩                       | по-добре                  |
| ≤                             | по-лошо                   |
| N                             | новост                    |
| Геометрия на шахматната дъска |                           |
| ⇔                             | линия                     |
| ⇗                             | диагонал                  |
| ⊞                             | център                    |
| »                             | царски фланг              |
| «                             | дамски фланг              |
| Х                             | слаб пункт                |

| Знак    | Обозначение                                       |
| Офицери | Офицери                                           |
| ------- | ------------------------------------------------- |
| ⮺ ()    | два офицера                                       |
| ⮻ ()    | разноцветни офицери                               |
| ⮼ ()    | едноцветни офицери                                |
| Пешки   |                                                   |
| ⯺ ()    | свързани пешки                                    |
| ⯻ ()    | изолирани пешки                                   |
| ⯼ ()    | сдвоени пешки                                     |
| ⯽ ()    | проходна пешка                                    |
| >       | предимство в броя на пешките                      |
| Друго   |                                                   |
| ⊕       | цайтнот                                           |
| \|\|    | и така нататък                                    |
| RR      | коментар на редактора                             |
| (ch)    | национално първенство                             |
| (izt)   | междузонален турнир                               |
| (ct)    | турнир на кандидатите                             |
| (m)     | мач                                               |
| (ol)    | олимпиада                                         |
| corr.   | кореспондентска партия                            |
| ♙3/3c   | Препратка към Енциклопедия на шахматните ендшпили |

Примери:
- „34. … Тd4 (∆Дd5)“: черните играят с топа до d4, само за да оставят по-късно дамата да последва до d5.
- „22. … f:e6 (∩22. … О:d5!? 23. e:d5 Т:d5∓)“: Черните взимат с пешката f на e6. Въпреки това, интересният ход „Офицерът взима на d5“ щеше да е по-добър, тъй като след „взимането от пешката на d5“ и след това „Топът взима на d5“ черните ще имат ясно предимство.

## Запис на резултатите от серия от партии
За представяне на обобщените резултати от поредица от игри (мачове или резултати от изяви в турнир) се използват два вида записи:
- Съотношение на точките

XX:YY. Тук XX е броят точки, отбелязани от първия шахматист, YY е броят точки, отбелязани от втория. Победата е на стойност 1 точка, загубата е на стойност 0, равенството е на стойност 0,5 точки от всяка игра. Например резултат 10,5:9,5 означава, че в серия от 20 партии първият шахматист е победил, печелейки 10,5 точки срещу 9,5 точки за втория.
- +Победи, −Загуби, =Равенства

Записът е „+AA, −BB, =CC“ или „+AA−BB=CC“, което означава, че в поредица от игри въпросният играч е спечелил AA игри, загубил е BB игри и е направил CC равенства. Например „+6, −4, =11“ означава, че играчът е спечелил 6 игри, загубил е 4 и е завършил наравно 11. При някои разновидности може да са разменени местата на загубите и равенствата или на знака и числото. Например „+5, =10, −3“ или „4+, 6−, 10=“.

## Описателна нотация
Описателната нотация (ОН)  се счита за по-сложна от алгебричната нотация. Използва се в някои англоговорещи и испаноговорещи страни. Според правилата на тази нотация вертикалите на шахматната дъска не се обозначават с първите букви от латинската азбука, а с началните букви на имената на фигурите, разположени върху тях в първоначалната позиция [например вертикалната линия "d" се обозначава с латинската буква "Q" (кралица)]. Ако е необходимо, към вертикалите "a", "b", "c" се добавя префикс "Q" (дамски фланг), към вертикалите "f", "g", "h" се добавя префикс "K" (царски фланг): на английски QR (дама топ) за a-линия, QN (дама кон) за b-линия, QB (дама-офицер) за c-линия, Q (кралица) за d-линията; и съответно от царската страна с K за краля (царя), както и KB, KN и KR. Хоризонталите са отбелязани с арабски цифри от 1 до 8. За разлика от алгебричната нотация, където броенето им започва от страната на белите, при описателната нотация всеки играч започва да ги брои от себе си. Всяка клетка има две различни координати – от гледна точка на белите и от гледна точка на черните, което я определя нееднозначно и е неудобство. Например полетата a1 и d3 в английската описателна нотация имат следните обозначения:
- QR1 (вертикал на топа от дамския флаг, първа линия) и Q3 (вертикал на дамата, трето поле) от гледна точка на белите;
- QR8 (вертикал на топа от дамския флаг, осма линия) и Q6 (вертикал на дамата, шесто поле) от гледна точка на черните.

Ходовете към празно поле се отбелязват с буквата за движещата се фигура, последвана от "–" и обозначението на целевото поле. Взимането се отбелязва с буквата на фигурата, която трябва да вземе, последвана от "x" и буквата на фигурата, който трябва да бъде взета. „P“ означава пешка. Ако повече от една фигура могат да направят ход, фигурата, която се движи, се идентифицира по-точно.    Ходът Ng1–f3 на бял кон с описателна нотация се превръща в N–KB3 (кон на трето поле от вертикала на офицера на царя), N–B3 (трето поле от вертикала на офицера /офицер три/ е достатъчно като описание, ако нито един кон не се движи на c3 и само един на f3, в зависимост от ситуацията), 
- Ходът KN–B3 (царски кон към офицер три, и двата коня могат да се преместят на f3), QN–B3 (царски кон към офицер три, и двата коня могат да се преместят на f3, а конят g1 е бил на b1 в началото на играта).
- Ходът Ng8–f6 на черен кон има точно същото обозначение N–KB3 или N–B3 или KN–B3 или QN–B3, тъй като този ход се отбелязва от гледна точка на черните.
- Ходът c7–c5 става P–QB4 (пешка към офицер четири на дамата) или P–B4 (ако никоя пешка не може да се придвижи до f5).
- Ако белият офицер на b5 взима черния кон на c6 (алгебрично: Bb5xc6), ходът се отбелязва като BxN (офицерът хваща коня). Ако офицерът можеше да вземе и другия черен кон (например на d4), конят, който трябва да бъде взет, трябва да бъде посочен по-точно в съответствие с квадрата му на произход; така че нещо BxQN (офицерът взима коня на дамата).
- Ако пешка взима пешка, PxP (пешка взима пешка) е достатъчно, ако не е възможен друг подобен ход. В противен случай трябва да се посочи по-точно, например BPxP (пешката на офицера взема пешката) или PxQBP (пешката взема пешката на офицера на дамата) и т.н.

За обозначаване на шах се използват символът "ch". Думите "mate" или "check mate" се използват за обозначаване на мат.
Примери:
Партия в алгебрична нотация на английски език се записва като:
1. e2—e4 e7—e5 2. Ng1—f3 Nb8—c6 3. Bf1—b5 a7—a6 4. Bb5—a4 d7—d6 5. Nb1—c3 Bc8—g4 6. Nc3—d5 Ng8—e7 7. c2—c3 b7—b5 
8. Ba4—b3 Nc6—a5? 9. Nf3xe5! Bg4xd1?? 10. Nd5—f6+!! g7xf6 
11. Bb3xf7#
Същата партия в английска описателна нотация:
1. P—K4 P—K4 2. Kt—KB3 Kt—QB3 3. B—Kt5 P—QR3 4. B—R4 P—Q3 5. Kt—B3 B—Kt5 6. Kt—Q5 Kt—K2 7. P—B3 P—QKt4 
8. B—Kt3 Kt—R4? 9. KtxPK5! BxQ?? 10. Kt—B6ch!! PxKt 
11. BxPB2 check mate.
Партията Легал — Сен-Бри (мат на Легал) в алгебрична нотация се записва
 1.e4 e5 2.Оc4 d6 3.Кf3 Кc6 4.Кc3 Оg4 5.К:e5 О:d1? 6.О:f7+ Цe7 7. Кd5Х,
а в английска описателна нотация
1.P-K4 P-K4 2.B-QB4 P-Q3 3.N-KB3 N-QB3 4.N-QB3 B-KN5 5.NxP BxQ? 6.BxP+ K-K2 7.N-Q5++.
От около 1980 г. големите англосаксонски шахматни издатели, особено Batsford, преминават към алгебрична нотация, така че описателната нотация рядко се среща в по-новата литература и в текущите турнирни отчети. Световната шахматна федерация ФИДЕ позволява само алгебрична нотация за записване на играта. 

## Други шахматни нотации

### Цифрова нотация
Цифровата нотация (ЦН) се използва за международна кореспондентска игра и е официално възприета от Международната федерация по кореспондентски шахмат (МФКШ) /на английски International Correspondence Chess Federation (ICCF)/. Всяко поле е кодирано с число; началната и крайната точка се записват. Например, същият ход f2-f4 се записва като 6264. Рокадата се счита за ход на царя. За да се означи произвеждане на пешка, се добавя число (1 - дама, 2 - топ, 3 - офицер, 4 - кон); последният хоризонтал (който очевидно трябва да бъде 1 за черни и 8 за бели) често се пропуска. Този формат, изравнявайки разликите в азбуките и нотациите, позволява да се предават ходове с всичко, включително телеграф и SMS.

### Нотация на Смит
Нотацията на Смит е проста обратима шахматна нотация, подобна на алгебричната. Тя обозначава полето на фигурата с буква и цифра преди и след преместването и с буква взетата фигура. 

### Координатна нотация
Координатната нотация (КН) обозначава само координатите на началното и крайно поле на преместваната фигура с главна буква и цифра и тире между тях. Тя е модификация на пълната алгебрична нотация, при който не се обозначава вида на преместваната фигура и вземане на фигура. Например: Е2-Е4 В8-С6.

### Нотация за преносима игра
Игрите и колекциите от игри често се записват в Нотация за преносима игра (НПИ) /Portable Game Notation (PGN)/ за електронна обработка от шахматни програми и обмен в Интернет. Файловете са написани в класическия формат с кода ASCII и следователно могат да се четат не само от практически всички шахматни програми, но и от текстови редактори. Форматът се състои от две части: метаданни и нотация на партията. Първата част съдържа информация за играта: турнир, кръг, имена на играчи, резултат и др. Втората част се състои от алгебрична нотация. Коментарите са във фигурни скоби. Тъй като НПИ се основава на съкратената алгебрична нотация (макар и с английски съкращения на имената на знаците), тя също може лесно да се чете и разбира от хората.

### Нотация на Форсайт–Едуардс
Нотацията е въведена от шотландския шахматен журналист Дейвид Форсайт, а Стивън Дж. Едуардс я разширява, за да поддържа използване на компютри. Съкратено се означава НФЕ (FEN). Тя е част от спецификацията на НПИ и позволява позицията на фигурите на дъската да бъде записана писмено с възможно най-малко усилия. Нотацията съдържа и друга информация като право на рокада, номер на ход и цвят на фигурата в хода. Използва се за определяне на начални позиции, различни от стандартната. НФЕ е особено необходима в произволния шах на Фишер, тъй като произволната начална позиция на фигурите не съответства на нормалния шах и следователно трябва да бъде отбелязана.

### Код ГБР
Кодът ГБР (Гай, Бландфорд и Ройкрофт) описва позицията на шахматна дъска с помощта на прост символен низ, който е уникален за позиции с „нормален“ материал. За позиции с три или повече фигури от един вид е необходима допълнителна информация за точно описание на позицията. Кодът ГБР може да се използва като индекс, наред с друго описание в бази данни и публикации на учебни сборници. 

### Битова таблица
Битова таблица (битова схема) е структура от данни за представяне на игрова ситуация (позиция), която често се използва в компютърни програми за настолни игри, особено програми за шах. Битовите таблици понякога се използват в шахматни програми за да се оптимизира ефективността на програмните процеси. Въз основа на двойната бройна система, компютрите могат да се използват за бързо извършване на битови логически операции за изчисления на играта.
Например, началната позиция на белите пешки се записва със следната структура на битова таблица (битова схема):
00000000 00000000 00000000 00000000 00000000 00000000 11111111 000000002.

### Шахматна стенограма
Различни формати на ръчно или компютърно стенографиране на игрите. Това минимизира броя на знаците, необходими за съхраняване на ходовете, но намалява възможността за игра от човек по време на игри. 

### Код на Удеман
Кодът на Удеман е обозначаване на полетата на шахматната дъска чрез комбинация от гласни и съгласни букви от латинската азбука. Предложен е от американския шахматист Луис Удеман през 1882 г. 

## Сравнение на шахматни нотации
| №  | Алгебрична кратка | Алгебрична с фигури | Алгебрична пълна | Алгебрична дълга | Алгебрична сбита | Смит        | Координатна | Цифрова   | Описателна |
| -- | ----------------- | ------------------- | ---------------- | ---------------- | ---------------- | ----------- | ----------- | --------- | ---------- |
| 1. | e4 e5             | e4 e5               | e2-e4 e7-e5      | e2e4 e7e5        | e24 e75          | e2e4 e7e5   | E2-E4 E7-E5 | 5254 5755 | P4R P4R    |
| 2. | Кf3 Кc6           | ♘f3 ♞c6             | Кg1-f3 Кb8-c6    | Кg1f3 Кb8c6      | Кg1f3 Кb8c6      | g1f3 b8c6   | G1-F3 B8-C6 | 7163 2836 | C3AR C3Ad  |
| 3. | Оb5 a6            | ♗b5 a6              | Оf1-b5 a7-a6     | Оf1b5 a7a6       | Оf1b5 a76        | f1b5 a7a6   | F1-B5 A7-A6 | 6125 1716 | A5C P3TD   |
| 4. | Оxc6 dxc6         | ♗xc6 dxc6           | Оb5xКc6 d7xОc6   | Оb5xc6 d7xc6     | Оb5:Кc6 d7:Оc6   | b5c6к d7c6о | B5-C6 D7-C6 | 2536 4736 | AxC PDxA   |
| 5. | d3 Оb4+           | d3 ♝b4+             | d2-d3 Оf8-b4+    | d2d3 Оf8b4+      | d23 Оf8b4+       | d2d3 f8b4   | D2-D3 F8-B4 | 4243 6824 | P3D A5C+   |
| 6. | Кc3 Кf6           | ♘c3 ♞f6             | Кb1-c3 Кg8-f6    | Кb1c3 Кg8f6      | Кb1c3 Кg8f6      | b1c3 g8f6   | B1-C3 G8-F6 | 2133 7866 | C3A C3A    |
| 7. | 0-0 Оxc3          | 0-0 ♝xc3            | 0-0 Оb4xКc3      | 0-0 Оb4xc3       | 0-0 Оb4:Кc3      | e1g1о b4c3к | E1-G1 B4-C3 | 5171 2433 | 0-0 AxC    |

Забележка: Обозначенията на фигурите са на български език, само в описателната нотация, използвана в някои англоговорещи и испаноговорещи страни – на испански.